# Leucospermum grandiflorum
Leucospermum grandiflorum är en tvåhjärtbladig växtart som först beskrevs av Richard Anthony Salisbury, och fick sitt nu gällande namn av Robert Brown. Leucospermum grandiflorum ingår i släktet Leucospermum och familjen Proteaceae. Inga underarter finns listade i Catalogue of Life.